# 客觀主義
客觀主義（Objectivism）是俄裔美國哲學家和作家安·蘭德提出的哲學系統。客觀主義認為：現實是獨立於主觀意識而存在；每個人藉由感覺跟現實做直接相連；人可通過概念形成和邏輯上的歸納與演繹，從感覺來獲取客觀知識；人生的道德意義在於追求個人幸福或理性私利；與此道德觀相呼應的唯一社會體系是全面尊重個人權利，並體現為純粹的自由放任資本主義；藝術的角色是將人的形而上學觀點，以選擇性重現現實方式，轉化為他能理解並能做出情緒化反應的物理形式，即藝術品。
蘭德起初是通過她的小說《源头》和《阿特拉斯聳聳肩》等文學作品來表達她的哲學思想。後來，她通過創辦期刊《客觀主義者時訊》（The Objectivist Newsletter）、《客觀主義者》（The Objectivist）、《安·蘭德信札》（The Ayn Rand Letter）及發表非小說文學（non-fiction）《客觀主義知識論初步》（Introduction to Objectivist Epistemology）、《自私的美德》（The Virtue of Selfishness）等著作來進一步闡釋她的哲學思想。
「客觀主義」的名稱來自於該哲學的一項原則：人類知識和價值是客觀的，不是由人的思想憑空創造的，而是取決於現實的本質、只不過是被人的思想所發現。蘭德選用了「客觀主義」一詞，是因為她原本想用的詞「存在主義」已經被其他哲學家用了。

## 哲學
蘭德將客觀主義定性為「在世上生活的哲學」（a philosophy for living on earth），這种哲學以實在為根基，以解釋人的本質和人所生活的世界的本質為目的。蘭德在她的《阿特拉斯耸耸肩》中寫道：

我的哲學，本質上，是將個人作為英雄，以個人幸福為其人生的道德意義，以生產收穫為其最高尚的活動，以理性為其絕對原則。

### 形而上學：客觀實在
客觀主義一詞來自於它強調知識以及價值標準的觀念並稱之為「客觀」（objective），而不是「本質」（intrinsic）或是「主觀」（subjective）。依據蘭德的說法，外部現實的「本質」、以及僅僅是「主觀」上的東西都不能稱的上是觀念和價值標準（蘭德說是「反覆無常的」或是「由『一個人』的感覺、慾望、直覺或幻想所創造的」）。而可靠的觀念和價值標準則是她所寫道的「由自然的現實所決定，但由人的心靈去加以探索」。一個人不能只靠著心靈的期望就改變它，人必須面對現實後才能了解它，依據這種限制，由一個人以他合理的慾望來改變物質世界的狀況，而和這種客觀產生互動。
「客觀主義」一詞其實只是蘭德心目中位居第二的稱呼，她說「存在主义」是比較適當的稱呼，因為她的哲學也承認存在的形而上學以及在道德目標上維持一個人的存在。不過，尚-保羅·沙特和其他存在主義哲學家已經先取得了這種稱呼而且發展出相當不同的觀點，因此蘭德選擇了客觀主義一詞。
蘭德在她個人的新聞通訊以及她早期編輯的報刊雜誌裡發布了她大多數的非小說類的論文，她只在這些認同她客觀主義哲學的刊物裡刊登，但她從沒有在傳統的學術雜誌上發表過。因此許多非小說的客觀主義文集目前只剩下錄音版本可以找到了。
客觀主義的基本原則被分為以下三項：
- 存在狀況的存在（Existence exists）
- 意識的存在（Consciousness exists ）
- 存在便是同一性（Existence is Identity）

第一項原則「存在狀況的存在」確認了有某些東西是存在的，這項原則是為了先聲明任何否定這項原則的人必須接受它。舉例而言，否認有任何東西存在的人，必須先同意他自己便是不存在的（這也是類似於勒奈·笛卡尔我思故我在的爭論）。而一個人只要能認識到某些東西的存在便朝向了意識的原理，意識的原理則證實了意識的存在，所以意識必定是存在的。在這一連串推論中相當重要的一點便是—存在狀況本身並不是視意識的情況而定的。存在狀況本身並不是因為一個人意識到了存在才存在的，更正確的說，一個人因為意識到某些東西的存在而存在。最後，同一性指出所有存在的東西都有同一性，那就是，它有一種特色或屬性來定義它是什麼（換言之，「A就是A」）。
除了這三項原則以外，客觀主義哲學視因果關係的法則為同一法則的推論。同一法則指出了事物的行動與他們的類別保持一致，依據客觀主義者的說法，這些原則是（A）不證自明的而且（B）不能被前後一致的否定，因為任何否定這些論點的主張就都預設了這些論點的存在。

### 認識論：理性
客觀主義的知识论對於我們如何逐一轉換我們的感覺提出了解釋，我們將所感覺到的事物，轉換為可以儲存在記憶力的思想。當我們可以經由感覺能力「得知」有著存在的狀況時，我們只能經由將這些由知覺所獲的印象轉換為概念，才能知道「什麼東西」存在。客觀主義接著區分了可靠的概念、與缺乏組織的概念，或是蘭德所言的「反概念（anti-concepts）」，並主張可靠的概念必定是理性的產物。
客觀主義相信理性會經由感覺而產生出關於我們世界的知識，並排斥哲學懷疑論（Philosophical skepticism）。客觀主義也否定能以信仰或“情感”來獲得知識。雖然蘭德也認同感情對於人類的重要性，但她堅持感情的存在只是我們在現實中的一部分，而不是一種能夠藉此察覺實在的途徑。
蘭德並非古典的經驗論者（例如大卫·休谟或逻辑实证主义）也不是古典的理性主義者（柏拉图或笛卡尔）。她與經驗論者的主要差異在於她並不認為區分感覺（sensations）和知覺（perceptions）兩者間的差異有意義可言。也因此，她不相信在感覺資訊的過程中感覺有可能出錯或是出現幻覺，而只認為有可能出現誤解或是不適當的概念化存在。她也不認為分析-綜合區別（analytic-synthetic distinction）有其價值。她同樣否定了先驗的（a priori）知識。蘭德也認為她的觀念與基礎論（foundationalism）、亚里士多德的素樸實在論（Naive realism）、笛卡尔或约翰·洛克的表現主義（Representationalism）等都不同。
哲學主義的知識論，如同其他客觀主義的概念一樣，都是在蘭德的《阿特拉斯摆脱重负》一書裡首次清楚的連貫起來。不過，這要直到蘭德在1967年所著的Introduction to Objectivist Epistemology一書裡才達到完整的發展。蘭德視她的知識論和在理性上的基礎為她哲學的中心，她對此說道：“我最主要並非擁護資本主義，而是利己主義；我最主要也並非擁護利己主義，而是理性。如果一個人認識到理性的最高地位，並一貫的應用它，其他事情也將一貫相同。”

### 倫理：理性私利
如果要簡單的以一句話，描述蘭德對於「一個人應該怎麼活在這個世界上」的觀點的話，或許便是以下這句話：

「要活著，一個人必須擁有三項最至上而重要的價值標準：理性（Reason）、目的（Purpose）、自尊（Self-Esteem）」。

客觀主義的倫理學根基於每個人都有責任達成他（她）自己的合理的私利。蘭德寫道：

「人類被稱為是理性的生物，但合理性是取決於他的選擇的—也有可能是自然狀態給他的另一種選擇；理性的生物或是自殺性的生物。人應該要成為人—經由他的選擇；他必須重視他的生命的價值—經由他的選擇；他必須學著承受它—經由他的選擇；他必須去探索生命的價值觀念並實踐他的長處—經由他的選擇」。

「經由人所自擇的價值觀念標準，便是道德的標準」。

不過還是有些差別，在合理的利己與蘭德所謂的「沒有自我的自私」（selfishness without a self）之間—自私突出了沒有自尊的自我的一種同時間狀態。依據她所言，偷竊的動機並不是出自於要生存下去，而是想要過著一種低等人類（sub-human）層次的生活。蘭德稱這些人拋棄了以「作為突出人類生命的思想」為標準的價值觀念，他們突出了「作為我的觀念」為標準的價值觀念；也因此在判斷道德與否的問題上成為一張空白支票。「我的觀念」在這裡可以替換成「我們的觀念」、「他的觀念」等而仍然是一張沒有道德的空白支票。蘭德稱她不是在要求人們相信理性的利己是善良的、同時快樂主義式的無自我的自私又是邪惡的（可能被稱為「雙重思考」），而是主張前者的善良與後者的邪惡間有著「根本的」差異。她的利己理念是在對於利他主義（altruism）的排斥—她定義為奥古斯特·孔德的利他主義（她發明了這一稱呼），也就是那些為了其他人而生存的道德義務。如自由意志主義作家喬治·H·史密斯所說的：「對孔德而言，利他主義並非單純的善心和慈善，而更像是在道德和政治上個人的義務，為了更好的社會公益而犧牲他自己的利益。這裡應該注意到，蘭德並沒有反對在其他人需要時伸出援手，這些動作都是出於自願的。她反對的是運用強迫—也就是開始使用傷害的暴力—在社會關係上。利他主義的信條，以蘭德看來有一部分是邪惡的，是因為它正當化了強迫的運用，尤其是政府的強迫力量，為了使某些人受益而犧牲了其他人作為代價」。

### 政治：個人權利和資本主義
將客觀主義的倫理學轉化為在政治上的客觀主義學說是從權利的觀念開始。依據客觀主義者的說法，「權利」是道德的原則，定義並批准了人類在社會上的行為自由。客觀主義主張只有個人擁有權利；那就是，沒有「集體的權利」能夠不減少到個人權利的。而且，客觀主義對於“個人權利”的認知非常的特殊，也因此客觀主義所名列的個人權利與大多數政府所採納的相當的不同。
雖然客觀主義者並不使用「自然權利」一詞，他們所認同的權利直接根基於他們在知識論和倫理學上有關人類自然狀態的論點。由於人類必須在求生存的過程中做出許多選擇，因此人類生命的準則便是以他個人合理的判斷，根據著他個人的私利，自由行事的自由。
因此，客觀主義主張，人類最基本的權利便是生存的權利。這裡意味著人有著以行動促進他的生命的權利—而不是要求其他人類非自願的來保護他生命的權利，或是由其他人來獲得生存下去的保證。確實，依據客觀主義者的說法，生命的權利的推論之一便是財產權的權利，認為那代表了一個人靠著自己努力所得的產物；從這個觀點，一個人生存的權利在任何情況下都不能包含了處置他人財產的權利。根據客觀主義，一個人有權利轉移另一個人的財產給任何一個人、出自任何原因，但這種轉移只有在自由貿易雙方同意的情況下才符合倫理學，在沒有任何形式的強迫下，雙方都期待著交易會對他們產生有利結果。客觀主義主張只要人們覺得合適，他們有權利去以任何手段操作自然狀態，只要在他們不侵犯到他人權利的情況下，從這裡，所有权的觀念便浮現了。
因此客觀主義政治的哲學便支持資本主義為人類社會的理念。客觀主義保留了「資本主義」一詞，為的是徹底自由放任的資本主義—換言之也就是一個徹底尊重個人權利的社會，而這個社會的所有財產也會因此都是私人所有。任何缺乏了這些要素的制度都會被客觀主義視做「混合經濟」制度—混雜了一部分的資本主義和它的對立面（通常稱為社會主義或中央集權） ，以及/或是純粹的社會主義制度。
與許多社會組織視資本主義為自相殘殺之無情世界的觀點完全不同的是，客觀主義將其視為是最具開創性而有益的制度，認為它的創造性得以在造福社會上所有人的同時，卻又不會造成任何人的損失。確實，客觀主義的價值標準便是基於由個人的創造性來達成他的目標，而資本主義便是唯一一種能讓個人繁榮發展的社會。
客觀主義對一個社會的標準是，一種能讓個人自由發展以追求他們目標的道德觀。這種自由要求人類在任何形式的人際關係都必須出自自願（也就是不可以使用傷害的暴力），雙方都同意的情況便是自由社會的一種定義。也因此政府組織所該扮演的角色便是限制這種暴力的使用，只能用在報復那些先行使用了這種暴力的暴徒上—那就是，對抗犯罪行為以及他國的侵略。在經濟上，只要人們覺得合適，他們著有完全的生產與貿易的自由。同時政府與經濟間必須完全分離，政教分离亦然。
自由意志主義與客觀主義哲學之間有著複雜的關係。雖然有著共同的政治目標，但許多客觀主義者視自由意志主義瓢竊了他們的主張。這些客觀主義者（包括安·兰德）認為自由意志主義者抄襲客觀主義的觀念「就好像把牙齒拔出來一樣」。許多自由意志主義者則視客觀主義者為死守教條、不切實際而且絲毫不能妥協的。依據Reason雜誌（自由意志主義者最主要的雜誌）的編輯Nick Gillespie在2005年3月份有關客觀主義的專題上所描述的，安·兰德是「對自由意志主義運動影響最為深遠的一個人……兰德是影響美國人思想和文化最多最廣泛的人之一」不過他也承認，他對於雜誌社如此直接的套用蘭德的客觀主義觀念至自由意志主義上感到有點不好意思。Reason雜誌的另一位記者Cathy Young也說「自由意志主義非常的接近蘭德的觀念，就好像是後娘養的孩子（stepchild）造反了一般」。
雖然他們都排斥一般人所視為兰德派的教義，但如Cathy Young一般的自由意志主義者還是相信：「蘭德的個人自由以及市場自由的想法在當時是最成功而且最被廣泛傳播的。在21世紀...蘭德對於理性和自由的主張...可以成為自由意志主義的號召點」。而自由意志主義與客觀主義相比，便是較少教條化、但有著相同目標的政治運動。
蘭德她自己以及其他許多「正統的」客觀主義者，都相當瞧不起自由意志主義抄襲了他們的主張。

### 美學：浪漫現實主義
客觀主義在藝術上的觀點直接的與他們的知識論有關，也就是所謂的「心理-知識論」（psycho-epistemology，客觀主義者對於人類認知研究的稱呼，因為它牽扯了意識與潛意識之間的互相影響）。依據客觀主義者說法，藝術是人類認知的上的需求之一：它讓人類可以理解到他們認知上的觀念。
客觀主義定義「藝術」為「依據藝術家抽象的價值觀判斷，有選擇性的對於現實的一種重新創造」—那就是，依據藝術家所認知的在現實上和在人性上最終所代表的重要性與真實性。從這個觀點，客觀主義將藝術視為一種經由類似發明的外觀、將抽象具體化的途徑。
而人類之所以需要藝術，從這個觀點來看，便是為了以最簡單的方法滿足對認知的需要。一種觀念的本身便已經是對於大量具體化形象的速記之一了，它讓一個人的心靈可以間接的或暗示性的對這些大量的具體化形象加以思考。但一個人不能無限期地在心靈裡保留那麼多觀念，所以依據客觀主義的看法，需要一個廣泛的概念架構來提供生命的引導。
藝術則提供了一種感知的方法來解決這種困境，輕易的掌握了在交流與思考時的廣泛抽象過程。它的功能也因此和語言類似—語言是以具體的詞彙來表達觀念。
客觀主義將藝術視為在道德或倫理學的想法交流上唯一真正有效的方法。不過，客觀主義並不將藝術看作一種宣傳的模式：雖然藝術牽扯到了道德價值和觀念，但它卻不具有教育的功能，而只是一種表現或突出。
除此之外，藝術不應該是、而且通常也不是，一種成熟發展後的結果。通常藝術源自於藝術家對於生命的感覺（通常是先見為主和感情上的），而且通常也傳達了類似的感覺給觀看者和聆聽者。
通常客觀主義會支持美學上的浪漫寫實主義（Romantic Realism），因為客觀主義認為它在藝術上定義出了人類意志存在的真實和重要。從這個感覺上，對客觀主義而言，浪漫寫實主義是一種認真看待了價值觀念的藝術流派，重視了人類理性的功效，並將人類所突出的目標看作是可以被實現的。客觀主義會將浪漫寫實主義與自然主義（Naturalism）相比，自然主義所表現出的便是一種看輕人類意志和目標價值的藝術流派。
不過，浪漫主義一詞通常與感情主義（Emotionalism）有著密切關係，而那正是客觀主義所完全反對的（雖然與大多數藝術形式相比，客觀主義所抱持的浪漫主義「在僅僅和情感有關的部分上」似乎更加偏向於感情上。但這卻不是所謂的感情主義「emotionalism」—也就是將情感用於決策）。許多浪漫主義藝術家在事實上是主觀主義（subjectivism）而且往往是社會主義者。而那些客觀主義的藝術家於是自稱為浪漫寫實主義，以此表示和艾茵·蘭德及其學說的關係。
客觀主義者有時候也用拜倫式一詞來形容那些他們所反對的浪漫主義形式。

## 外部連結
- Essentials of Objectivism （页面存档备份，存于）
- 艾茵蘭德協會 — 客觀主義的主要推廣組織 （英文）（页面存档备份，存于）
- ARI Watch（页面存档备份，存于） — Argues that some positions of the Ayn Rand Institute differ from those of Ayn Rand.
- False Objectivism（页面存档备份，存于） — Argues that some positions of The Objectivist Center differ from those of Ayn Rand.
- The Objectivist Center（页面存档备份，存于）
- Objectivism Online Forums（页面存档备份，存于）
- The Objectivism Wiki（页面存档备份，存于）
- The Center for the Advancement of Capitalism
- Importance of Philosophy（页面存档备份，存于）
- The Capitalism Site
- The Internet Encyclopedia of Philosophy — Ayn Rand（页面存档备份，存于）
- Dr. Michael J. Hurd, psychologist（页面存档备份，存于） — life coaching and comments on cultural/political topics from an Objectivist perspective
- TIA Daily（页面存档备份，存于） — Daily news and commentary from the ARI Objectivist perspective by e-mail
- The Objectivism Reference Center — Includes both advocacy and criticism articles
- Objectivist Living Forums（页面存档备份，存于） — An Objectivist community dedicated to Ayn Rand and the art of living consciously
- Rebirth of Reason（页面存档备份，存于） — Obectivism, Ayn Rand, Activism
- Become an Objectivist in Ten Easy Steps（页面存档备份，存于） — a spoof